# El capitán Sorrell
El capitán Sorrell (titulada originalmente Sorrell and Son) es una película muda de drama estadounidense de 1927 estrenada el 2 de diciembre de 1927 y nominada al Óscar al mejor director en su primera edición al año siguiente. La película se basó en la novela homónima de 1925 de Warwick Deeping, que se convirtió y siguió siendo un éxito de ventas durante las décadas de 1920 y 1930.
El guion fue adaptado por Elizabeth Meehan, y fue escrita y dirigida por Herbert Brenon. El rodaje tuvo lugar en Inglaterra.

## Argumento
Stephen Sorrell es un héroe de guerra que, tras ser abandonado por su esposa, deberá tratar de sacar a su hijo adelante aceptando trabajar en puestos inferiores a su valía, lo que mermaran tanto su salud física como su integridad personal, algo a lo que estará dispuesto con tal de que su hijo tenga una oportunidad en el futuro.

## Reparto
- H. B. Warner como Stephen Sorrell;
- Anna Q. Nilsson como Dora Sorrell;
- Mickey McBan como Kit (de niño);
- Carmel Myers como Flo Palfrey;
- Lionel Belmore como John Palfrey;
- Norman Trevor como Thomas Roland;
- Betsy Ann Hisle como Molly (de niño);
- Louis Wolheim como Buck;
- Paul McAllister como el doctor Orange;
- Alice Joyce como Fanny Garland;
- Nils Asther como Christopher 'Kit' Sorrell;
- Mary Nolan como Molly Roland.

## Adaptación
La historia fue rehecha dos veces, una en 1934 como Sorrell e hijo, con H. B. Warner repitió su papel de Stephen Sorrell, y una vez como serie de televisión británica en 1984.

## Estado de conservación
La versión de 1927 fue considerada una película perdida durante muchos años. Sin embargo, el Academy Film Archive restauró una copia casi completa de El capitán Sorrell y un avance de la película, en 2004 y 2006, respectivamente.

## Premios y nominaciones
| Año  | Categoría               | Nominados      | Resultado |
| ---- | ----------------------- | -------------- | --------- |
| 1928 | Óscar al mejor director | Herbert Brenon | Nominado  |